# Municipio de Indian Point
El municipio de Indian Point (en inglés: Indian Point Township) es un municipio ubicado en el condado de Knox en el estado estadounidense de Illinois. En el año 2010 tenía una población de 1554 habitantes y una densidad poblacional de 16,62 personas por km².

## Geografía
El municipio de Indian Point se encuentra ubicado en las coordenadas 40°45′9″N 90°23′48″O / 40.75250, -90.39667. Según la Oficina del Censo de los Estados Unidos, el municipio tiene una superficie total de 93.48 km², de la cual 93,45 km² corresponden a tierra firme y (0,03 %) 0,03 km² es agua.

## Demografía
Según el censo de 2010, había 1554 personas residiendo en el municipio de Indian Point. La densidad de población era de 16,62 hab./km². De los 1554 habitantes, el municipio de Indian Point estaba compuesto por el 97,04 % blancos, el 1,35 % eran afroamericanos, el 0,26 % eran asiáticos y el 1,35 % eran de una mezcla de razas. Del total de la población el 0,71 % eran hispanos o latinos de cualquier raza.